# Anhydrid kyseliny trimellitové
Anhydrid kyseliny trimellitové je organická sloučenina se vzorcem HO2CC6H3(C2O3), cyklický anhydrid odvozený od kyseliny trimelitové. Používá se na výrobu plastifikátorů polyvinylchloridu. Výroba této látky probíhá oxidací 1,2,4-trimethylbenzenu na vzduchu.